# Barchov u Pardubic
Barchov (deutsch Barchow, 1939–45 Barchau) ist eine Gemeinde in Tschechien. Sie liegt acht Kilometer südwestlich des Stadtzentrums von Pardubice und gehört zum Okres Pardubice.

## Geographie

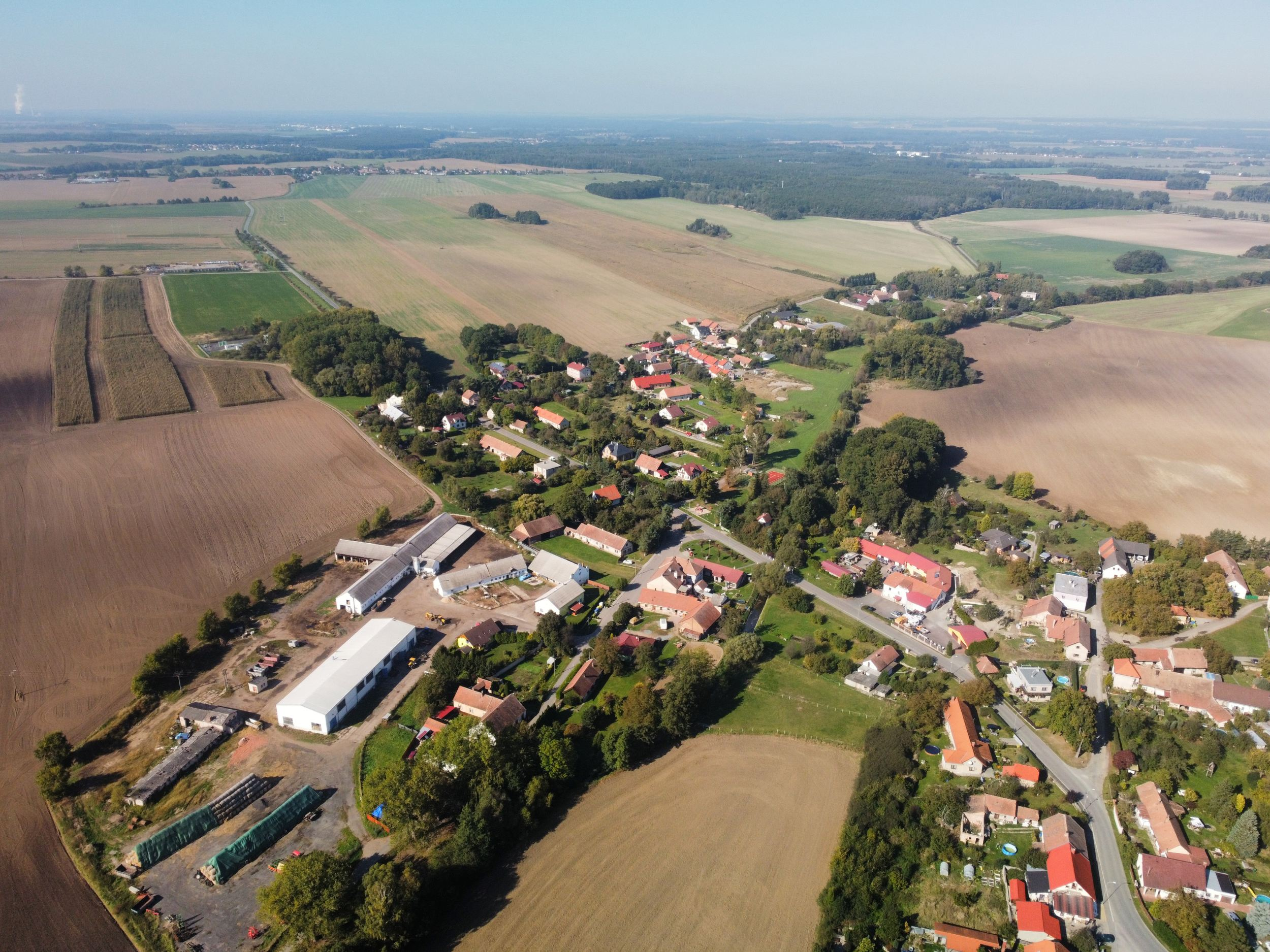
Ortsansicht

Barchov befindet sich am linken Ufer der Baches des Podolský potok (Podolka) auf der Heřmanoměstecká tabule (Hermannstädtler Tafel). Südwestlich erhebt sich der Janský kopec (Johannisberg, 264 m n.m.). Zwei Kilometer nördlich verläuft die Staatsstraße I/2 zwischen Přelouč und Pardubice.
Nachbarorte sind Opočínek, Lány na Důlku und Krchleby im Norden, Nové Čívice, Staré Čívice und Popkovice im Nordosten, Hladíkov, Starý Mateřov und Veselá im Osten, Čepí und Cerhov im Südosten, Jezbořice, Klešice und Nákle im Süden, Jeníkovice, Janský Kopec und Choltice im Südwesten, Luhy, Jedousov und Horecký Dvůr im Westen sowie Veselí, Bezděkov und Kokešov im Nordwesten.

## Geschichte
Der heutige Dorf entstand aus zwei durch den Podolský potok getrennten Ortschaften; links des Baches erstreckte sich das Hufendorf Barchov Vrbový, rechts auf der Höhe lag das Platzdorf Vysoké Veselí.
Die erste schriftliche Erwähnung von Veselí erfolgte 1228 im Zuge seiner Schenkung an das Kloster Opatowitz. Das Gut Vysoké Veselí bestand im 15. Jahrhundert nur aus einer Feste und einem Hof. Älteste bekannte Besitzer der Feste sind Vaněk Mezek von Veselí (1425) und Markvart von Veselí (1456). Am Übergang von 16. zum 17. Jahrhundert gehörte Vysoké Veselí dem Albrecht von Lipany. Danach wurde das Gut der Herrschaft Pardubitz zugeschlagen. In der Mitte des 17. Jahrhunderts war Vysoké Veselí einer der 11 Meierhöfe der Kameralherrschaft Pardubitz.
Die älteste Nachricht über einen Müller in Barchov stammt vom Ende des 15. Jahrhunderts. Der Legende nach soll das Dorf Barchov von den Brüdern Baroch gegründet worden sein. Wegen des reichen Weidenbestandes wurde der zum Gut Jezbořice gehörige Ort im Volksmund Barchov Vrbový genannt. Nachdem Wilhelm von Pernstein 1492 das Gut Jezbořice erworben hatte, wurden Barchov und die anderen zugehörigen Dörfer zur Herrschaft Pardubitz untertänig.
1560 verkaufte Jaroslav von Pernstein die Herrschaft Pardubitz an König Ferdinand I. König Rudolf II. ließ die Herrschaft 1588 durch ein System von 24 Rychta (Scholtiseien) neu organisieren; der Rychtář in Jezbořice übte auch die niedere Gerichtsbarkeit für Barchov aus.
Die Feste Vysoké Veselí wurde 1674 zum Wohnhaus für den Gutsverwalter umgebaut und neben dem Hof eine Schäferei errichtet. Zum Ende des 18. Jahrhunderts wurden die Fluren des Hofes Vysoké Veselí parzelliert und auf den emphyteutisierten Meierhofsgründen die Siedlung Veselí angelegt. Die Hofanlage wurde zum Dorfplatz von Veselí umgestaltet.
Im Jahre 1835 bestand das im Chrudimer Kreis gelegene Dorf Barchow aus 46 Häusern, in denen 302 Personen, darunter zwei protestantische Familien, lebten. Im Ort gab es eine dreigängige Mühle. Zu Barchow konskribiert war die aus 16 Häusern bestehende Dominikalansiedlung Wesela (Veselá). Pfarr- und Schulort war Gezbořitz. Bis zur Mitte des 19. Jahrhunderts blieb Barchow der k.k. Kameralherrschaft Pardubitz untertänig.
Nach der Aufhebung der Patrimonialherrschaften bildete Barchov ab 1849 mit dem Ortsteil Veselá eine Gemeinde im Gerichtsbezirk Pardubitz. Das Erdgeschoss der ehemaligen Feste Vysoké Veselí wurde zu dieser Zeit zu einem Wirtshaus ausgebaut. Ab 1868 gehörte die Gemeinde Barchov zum Bezirk Pardubitz. In den 1870er Jahren wurde in Barchov eine eigene Schule errichtet, die zum Ende des 19. Jahrhunderts um eine zweite Klasse erweitert wurde. 1898 entstand die Bezirksstraße nach Bezděkov. 1931 erfolgte der Bau eines neuen Schulhauses. 1949 wurde Barchov dem Okres Pardubice-okolí zugeordnet. Dieser wurde im Zuge der Gebietsreform von 1960 aufgehoben, seitdem gehört das Dorf wieder zum Okres Pardubice.

## Gemeindegliederung
Für die Gemeinde Barchov sind keine Ortsteile ausgewiesen. Zu Barchov gehören die Ansiedlung Veselá bzw. Veselí (Wesela) und die Einschicht Hladíkov.

## Sehenswürdigkeiten

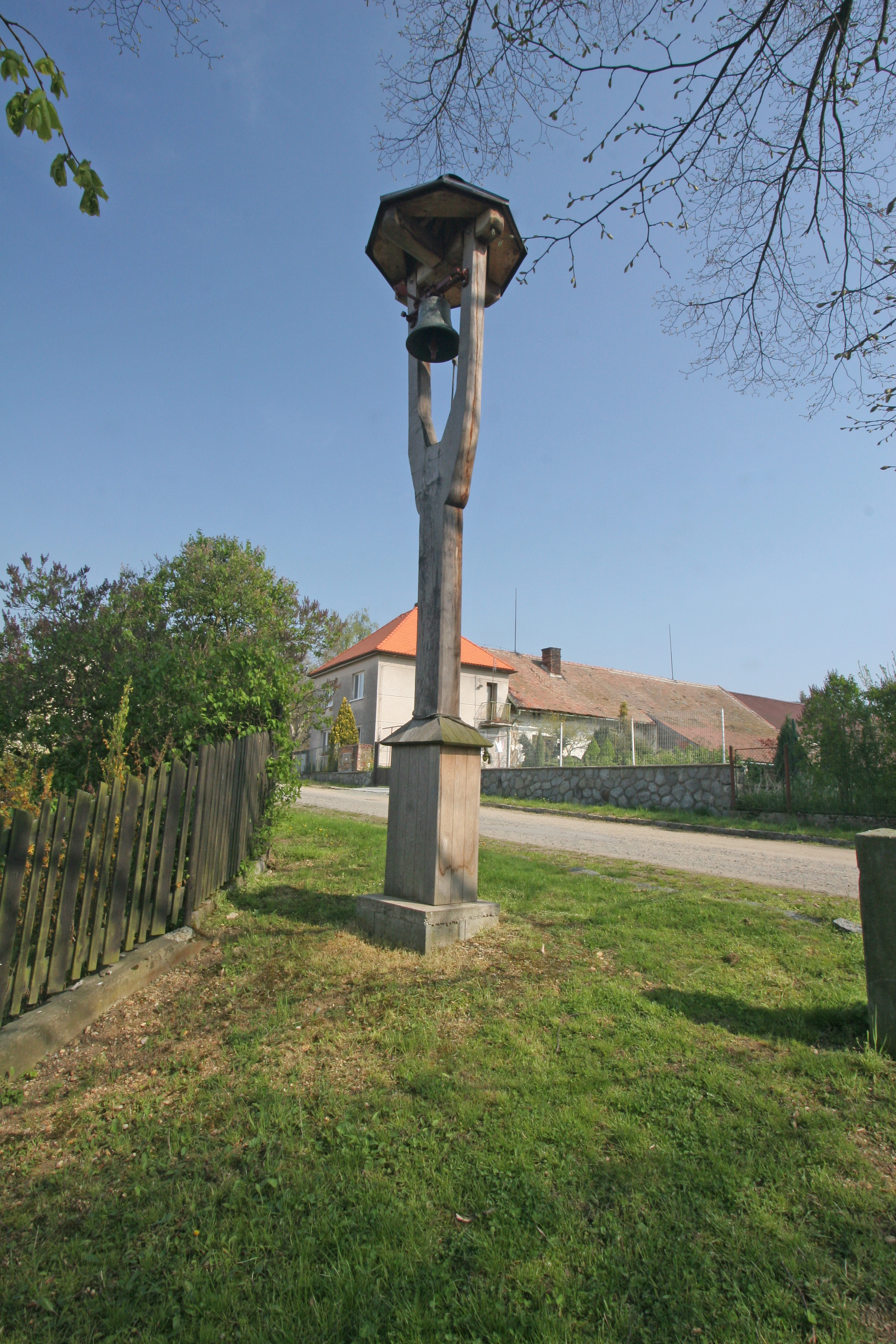
Glockenbaum

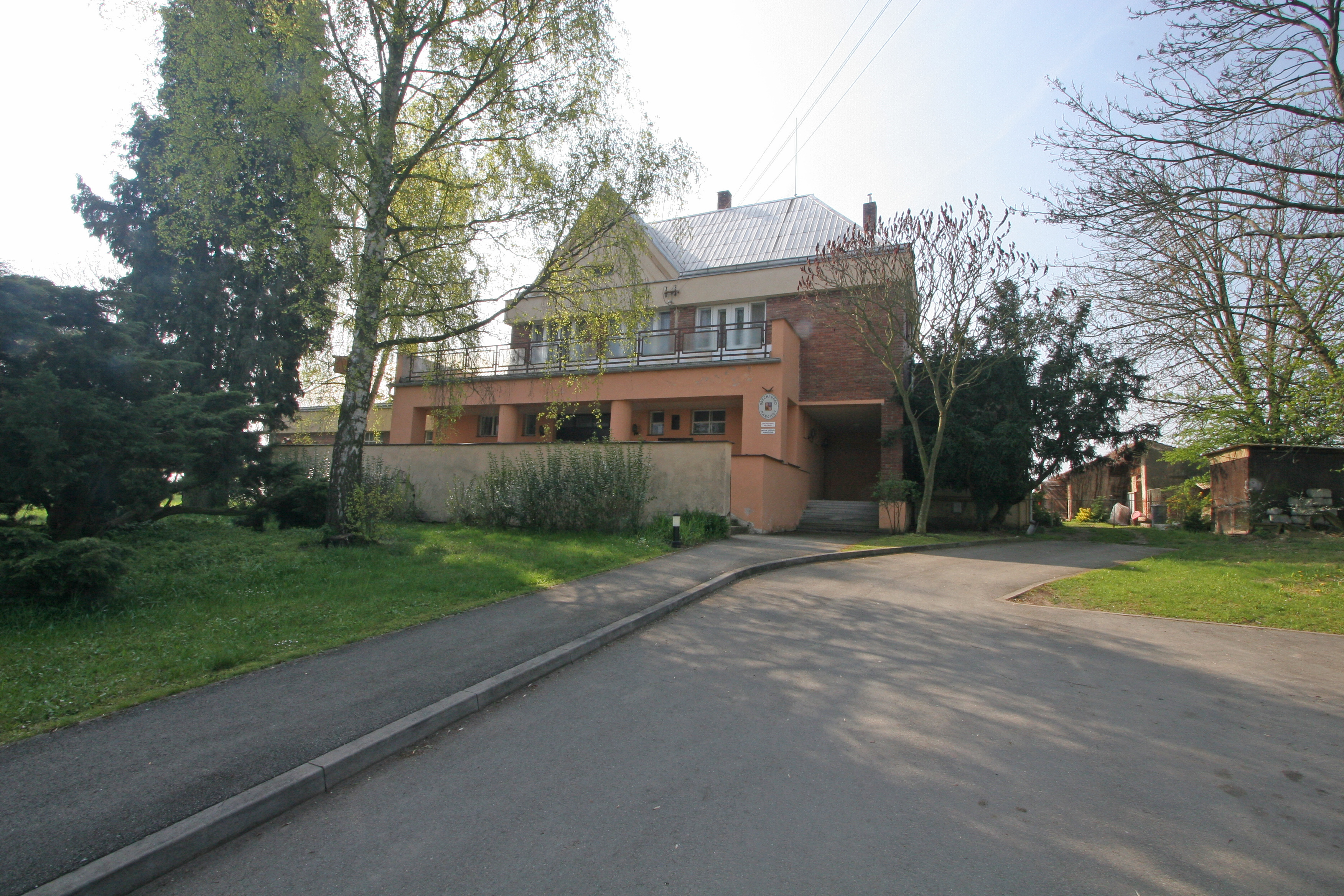
Gemeindeamt

- Gemeindewaage, errichtet zu Beginn des 20. Jahrhunderts
- Gedenkstein für die Gefallenen des Ersten Weltkrieges, enthüllt 1921
- Hölzerner Glockenbaum, errichtet 1868
- Steinernes Kreuz
- Statue des hl. Johannes von Nepomuk, geschaffen 1862
- Ehemalige Schule, errichtet 1931, heute Sitz der Gemeindeverwaltung
- Ehemalige Feste Vysoké Veselí, nachdem 1929 ein Sturm das Dach zerstört hatte, erhielt das Gebäude ein Flachdach aus Beton. Dadurch verlor das Bauwerk sein charakteristisches Aussehen.